# Pierce Egan
Pierce Egan (1772-1849) was een Londense journalist en een van de eerste die schreef over sport (met name boksen), volkscultuur en het dagelijks leven van gewone burgers (Regency London).
Hij maakte onder andere furore met het boek: Life in London, or The Day and Night Scenes of Jerry Hawthorn and his Elegant Friend Corinthian Tom, dat in 1820 in 20 delen werd gepubliceerd in de krant en in 1821 in boekvorm verscheen. In 1824 begon Egan zijn eigen zondagskrant: Pierce Egan's Life in London, dat later werd overgenomen en verscheen onder de titel Bell's Life in London en in 1859 opging in Sporting Life.

Het meest geprezen is hij n.a.v zijn boeken Boxiana; or Sketches of Antient and Modern Pugilism vol I t/m V (vol. IV en V genaamd New Boxiana). Hierin wordt tot in detail nauwkeurig de wereld van en rondom het boksen door hem beschreven, in de taal van Regency Engeland. De overvloed aan slang, gebruikt in zijn teksten, maakte tot enorm populaire lectuur voor het Britse volk. Onder andere wordt zijn onnavolgbare schrijfstijl geprezen door de Amerikaanse journalist [A.J. Liebling] in "[The sweet science]" (1956).
De zoon van Pierce Egan, Pierce Egan jr, is o.a auteur van het book: "[Robin Hood] and Little John".